# Eucalyptus yilgarnensis
Eucalyptus yilgarnensis là một loài thực vật có hoa trong Họ Đào kim nương. Loài này được (Maiden) Brooker mô tả khoa học đầu tiên năm 1986.